# Olivia Joof Lewerissa
Olivia Joof Lewerissa (født 22. august1988 i Odense) er en dansk skuespillerinde. Hun har gået på Oure Idrætsgymnasiums danselinje (2005-2007) og er uddannet skuespiller fra Den Danske Scenekunstskole (2015-19).

## Karriere
Olivia Joof Lewerissa arbejdede i 2009-2010 som vært på ungdomsprogrammet Boogie og lavede sommeren 2010 radioprogrammet Er vi der ik’ snart?. Hun arbejdede efterfølgende som tjener på cafeer og restauranter, indtil hun vendte tilbage til DR, for at deltage i et børneprogram på DR Ultra. Under optagelserne fandt Olivia Joof interesse for skuespillet og søgte ind på Den Danske Scenekunstskole.

## Privat
Hun er datter af Hella Joof og Runi Lewerissa og er opvokset i København.

## Filmografi
- 2009-10 - Boogie (TV-program)[2]
- 2014 - 101 ting jeg ville ønske, jeg havde vidst, da jeg var teenager (TV-program)[4]
- 2017-18 - Perfekte Steder (TV-serie)[5]
- 2018 - #Metoo mosaik (Videofortælling)[6]
- 2018 - (Reklamefilm for Københavns lufthavn)[7]
- 2018 - Et par på opleveren (Reklamefilm)[8]
- 2019 - DNA (TV-serie)[5]
- 2023 - Dansegarderoben

Øvrige arbejde
- 1995 - Harriets himmelfærd (Radiodrama)
- 2010 - Er vi der ik’ snart? (Radioprogram)[2]
- 2017 - #AMLET (Teaterdrama)[9]
- 2018 - Brænding (Teaterdrama)[10]